# Justin Delpla
Justin Delpla (1765 ou 1766, Le Bosc, Ariège + 11 janvier 1834, Camblanes, Gironde), négociant, négrier et armateur à Bordeaux, viticulteur propriétaire au château de Latour-Camblanes, dans l’Entre-deux-Mers (Gironde).

## Carrière
Établi à Bordeaux comme négociant, rue de la Rousselle, au début de la Révolution, Justin Delpla devient bientôt armateur en course, prenant pour cibles des navires de commerce et les bateaux négriers britanniques. Il possède notamment le corsaire L'Ariège (qui en est déjà à sa 6e croisière en 1801, qui s'achève avec la paix d'Amiens. Son capitaine est alors Antoine Armaingaud). Delpla s’enrichit rapidement, au fil des prises.
Début 1793, son actif net est estimé à seulement 500 000 francs, mais dès l’an III (1794), il achète une maison dans sa rue pour 100 000 francs, première de nombreuses acquisitions immobilières (1800 : château et domaine viticole de Latour-Camblanes - 50 hectares, pour 158 000 francs -, deux îles sur la Garonne, une seconde maison à Bordeaux - 16 rue des Puits Descazeaux, pour 70 000 francs - ; 1801 : un hôtel particulier, 30 cours du Chapeau-Rouge - pour 115 000 francs - ; 1806 : le château et domaine de Latresne, voisin de Latour-Camblanes, etc.).
En 1803, il est déjà l’un des grands notables bordelais, avec des revenus estimés à 25 000 francs. Il paye alors 2 957 francs d’impôts, mais le préfet précise que « ses habitudes le rendent impropre à toute fonction publique ». De l’armement en course, Justin Delpla est toutefois passé sous le Consulat au commerce avec les Amériques notamment à la traite des esclaves. En juillet 1805, il passe procuration à un négociant de Philadelphie pour vendre son trois-mâts La Diane. Plus tard, il possèdera brièvement la moitié d’une raffinerie de sucre à Bordeaux (1814-1818).
Justin Delpla n’exerça aucune fonction politique sous la Restauration. Mais, en 1815, la duchesse d’Angoulême s’arrête au château de Latresne. L’aînée de ses petites-filles Mac Carthy y naquit peu après. En 1817-1818, Justin Delpla est l’un des fondateurs de la société anonyme du pont de Bordeaux destinée à l’achèvement des travaux de construction de cet ouvrage. Cette même année 1818, à 52 ans, il se retire des affaires et confie la maison de commerce familiale à son fils Edouard, lui donnant une procuration générale.
En 1820, Justin Delpla, « ancien négociant » de Bordeaux » figure, et de loin, comme premier contribuable de cette catégorie en Gironde, avec 7.818,77 francs d’imposition. Sa fortune, qui dépasse alors le million de francs, en fait l’un des hommes les plus riches du département. En 1824, il marie sa fille au comte Eugène Mac Carthy, famille irlandaise établie à Bordeaux sous Louis XV. La même année, un navire de la maison Delpla naufrage en revenant d’Amérique et fait de mauvaises affaires aux États-Unis (perte de 800 000 francs). En 1826, Justin Delpla évite à son fils la faillite en lui avançant un peu plus de 200 000 francs (par la vente, en mars, de son hôtel du cours du Chapeau-Rouge pour 168 000 francs). La maison de commerce Delpla met un terme à ses activités au mois d’octobre. Justin préserve la fortune familiale en se séparant du château de Latresne (septembre 1829).
Nommé maire provisoire de Camblanes en novembre 1830, et confirmé un an plus tard, Justin Delpla meurt dans ces fonctions le 11 janvier 1834. Sa tombe, dans le cimetière de Camblanes, est surmontée de deux canons de marine pris à un navire anglais.
L’inventaire après décès de Monsieur et Madame Delpla fut dressé du 6 au 15 mai 1834 (Dubois, notaire à Bordeaux). Il mentionne des biens mobiliers pour 44.344 francs (meubles, argenterie, bibliothèque de plus de 400 volumes, dont 100 en anglais, et 168 barriques de vin rouge de 1832). La déclaration de succession (juillet 1834/ mars 1835) donne la fortune de Justin Delpla supérieure à 700 000 francs à sa mort :
- des valeurs mobilières et créances pour 228 631 francs (sans compter les sommes dues à la succession par son fils) ;
- des biens immeubles, pour 269 000 francs (propriété de La Tour-Camblanes - 210 000 francs - et hôtel particulier à Bordeaux, 16 rue des Puits-Descazeaux).

## Famille
Fils de Georges Delpla (vers 1730 ou 40, Saurat du Boscq + avant 1793), chirurgien au Boscq, près de Tarascon (Ariège), et de Marie Rumeau (+ après 1793, à Boscq), mariés à Alzen (Ariège), le 23 février 1762.
Marié le 18 février 1793 (contrat du 17, 29 pluviose an II ou Ier ?, Darrieux aîné, notaire), à Bordeaux, à Catherine Despax (27 décembre 1761, Bordeaux + 11 avril 1834, Bordeaux), fille de Marc Despax, négociant, et de Pétronille Cabanac, habitants Bordeaux.
Catherine apporte en dot 15 000 livres en assignats, tandis que Justin Delpla déclare un actif net de 50 000 livres. (huit jours plus tôt, Justin avait réglé avec une maîtresse enceinte la pension alimentaire d’un enfant à naître).
Enfants
- Édouard Delpla (vers 1794, Bordeaux + après 1834, Toulouse), négociant négrier, successeur de son père de 1818 à la cessation des activités de la maison de commerce familiale (20 octobre 1826). Marié à Mademoiselle du Noguet (d’où une fille, Madame Lacaze, demeurant à Toulouse).
- Marie, dite Erina Delpla, mariée le 26 avril 1824, à Bordeaux, au comte Eugène Mac Carthy (1785 ou 1790, Bordeaux + 1870, Camblanes), fils du comte Donal Mac Carthy (1750 + 1795) et d’Eleanor Sutton de Clonard (1755 + 1822). D’où deux filles (l’aînée mariée au général Eugène Daumas, la seconde au commandant Jules Daumas, plus jeune frère d’Eugène).